# Emigrant Bank Building
 (avril 2025).
49 Chambers, anciennement Emigrant Industrial Savings Bank Building et 51 Chambers Street, est un édifice bancaire de Manhattan à New York construit de 1909 à 1912. Le bâtiment de grande hauteur, aujourd'hui utilisé comme immeuble d'habitation, a été conçu par l'architecte Raymond F. Almirall (1869-1939).

## Description
Le gratte-ciel est situé sur Chambers Street, dans le quartier du Civic Center, le quartier administratif et gouvernemental de New York, dans Lower Manhattan. Le bâtiment résidentiel est entouré d'un certain nombre de bâtiments publics, dont l'hôtel de ville, la Tweed Courthouse, le Manhattan Municipal Building, le bâtiment fédéral Ted Weiss et le palais de justice municipal Surrogate's Courthouse. A quelques centaines de mètres se trouve le pont de Brooklyn.

## Histoire
L'Emigrant Bank a été fondée en 1850 sous les auspices de l'Irish Emigrant Society pour stocker les actifs des immigrants irlandais. En 1908, la banque commande la construction du bâtiment, conçu dans le style Beaux-Arts. Après environ trois ans de construction, le bâtiment fut achevé en 1912. Une fois la construction terminée, l'Emigrant Bank s'est installée dans le bâtiment et l'a ensuite utilisé pendant longtemps comme siège social. Dans les années 1920, la banque était considérée comme la plus grande « banque d’épargne » des États-Unis.
En 1965, l'Emigrant Bank vend le bâtiment à la ville de New York, qui souhaite le remplacer par un bâtiment administratif mais cela n'aboutit finalement pas. Il a été ajouté au registre national des lieux historiques en février 1982 sous le nouveau nom « 51 Chambers Street ». En 2018, le bâtiment a été converti en un immeuble de 99 appartements en copropriété et rebaptisé 49 Chambers.

## Vues

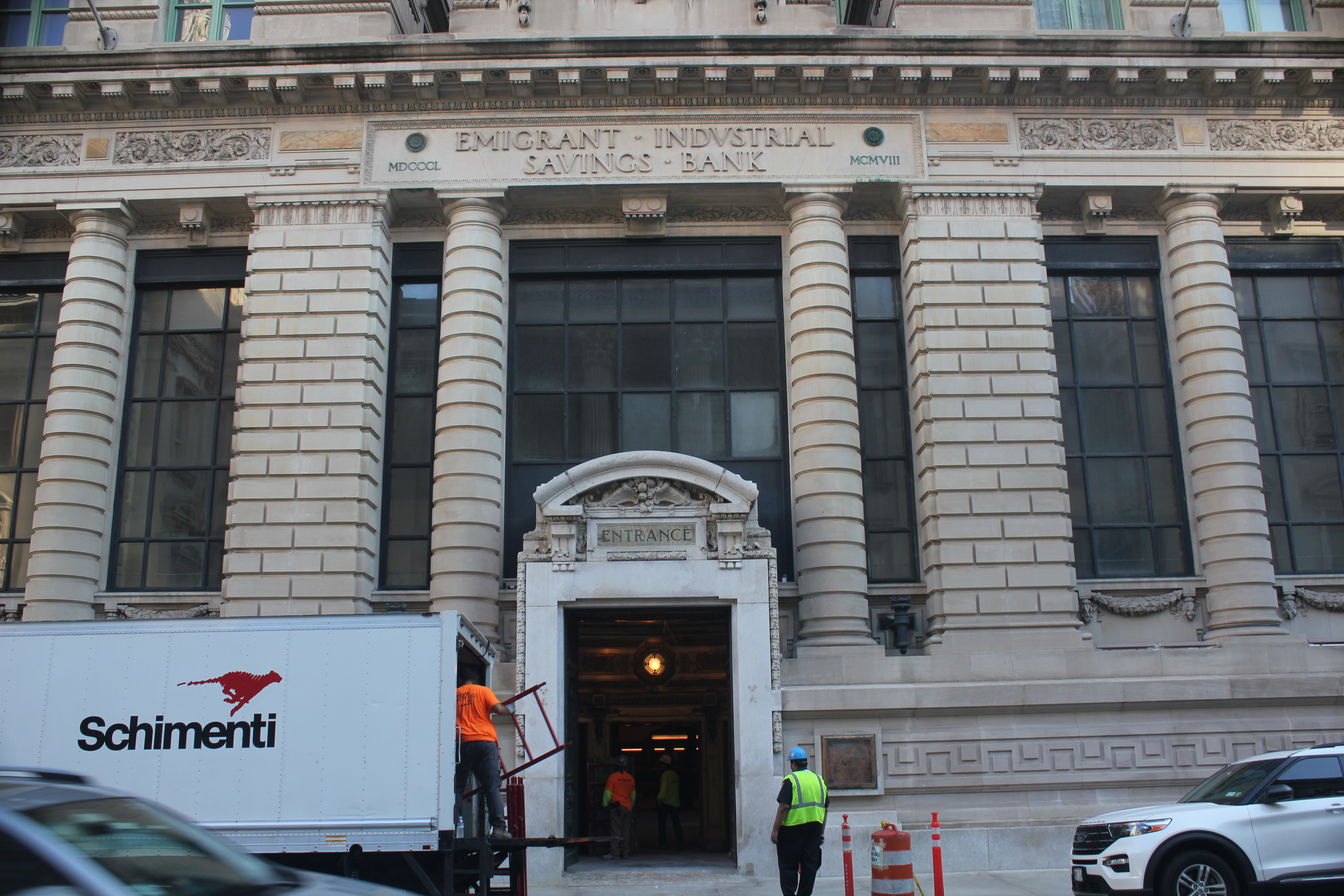
Portail d'entrée de la rue Chambers
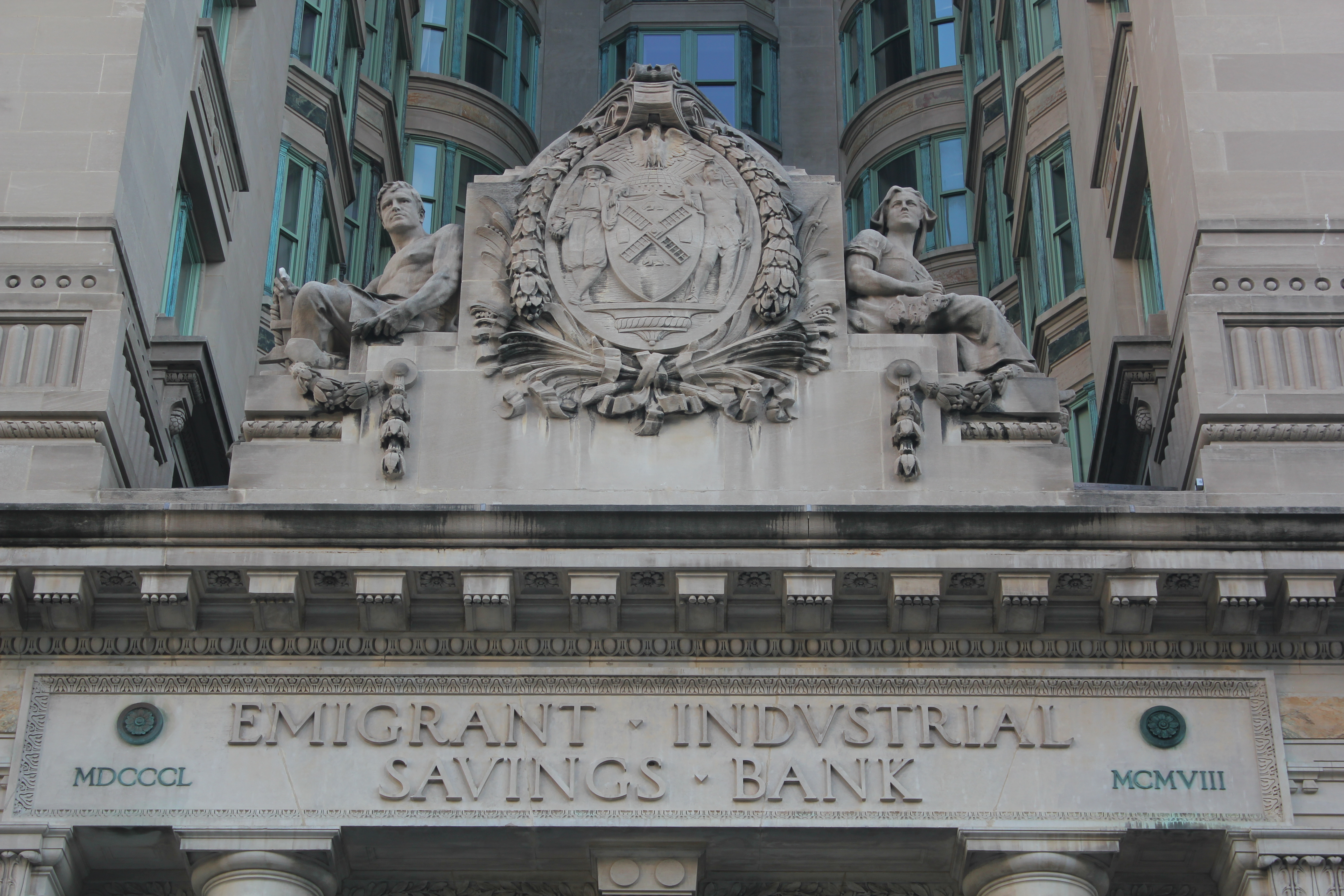
Armoiries et sculptures au-dessus du portail
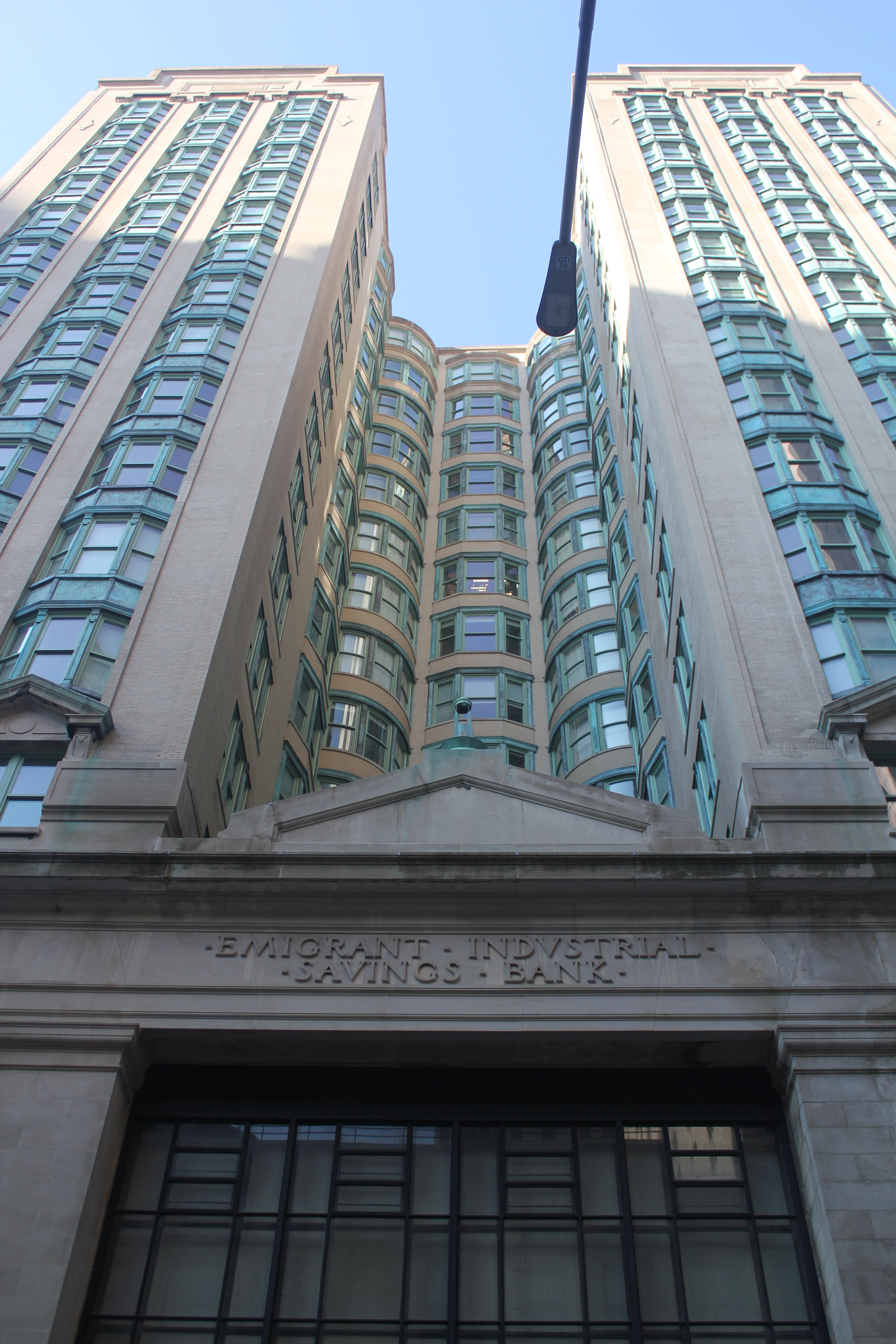
Façade sur Reade Street
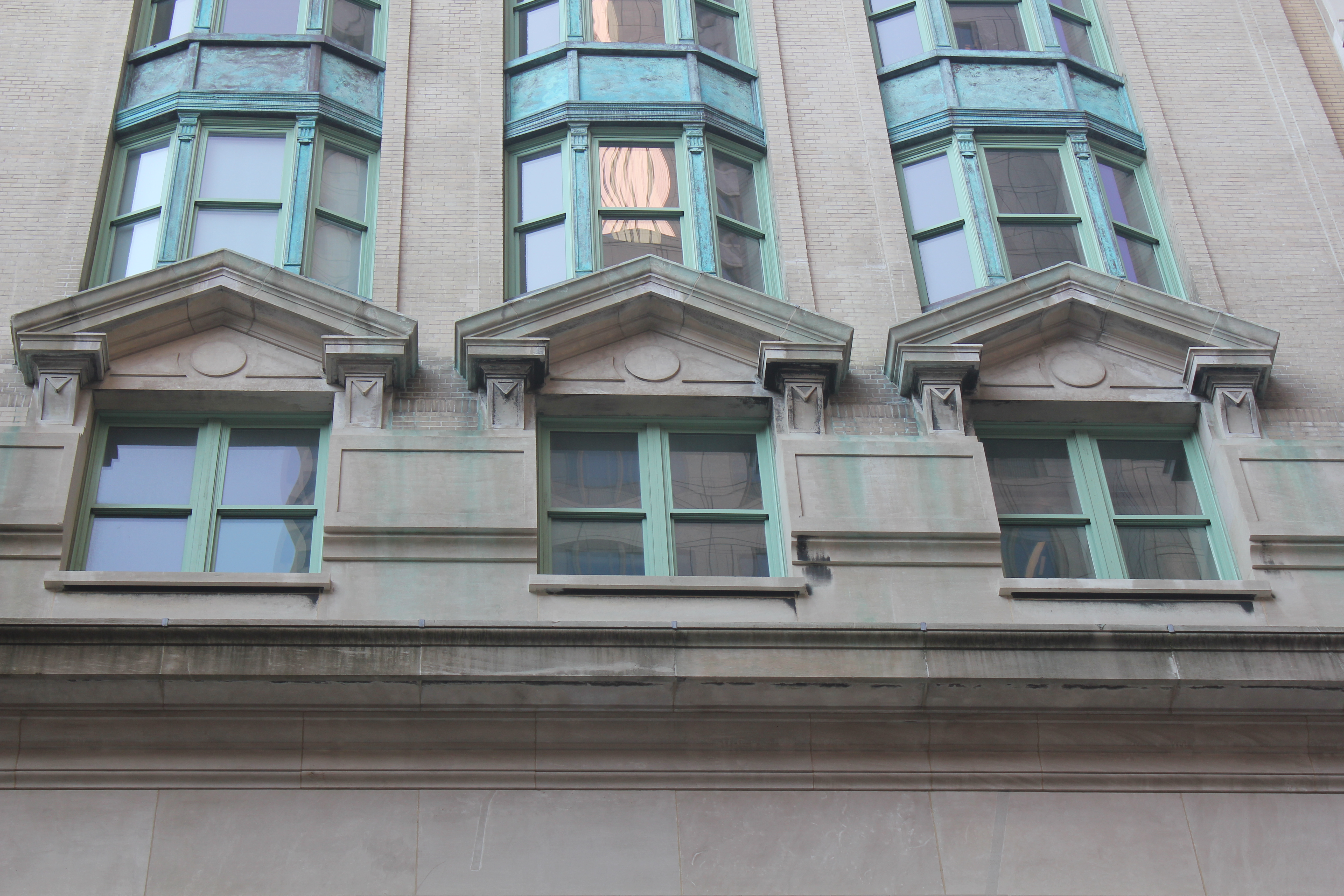
Détails de la façade, Reade Street
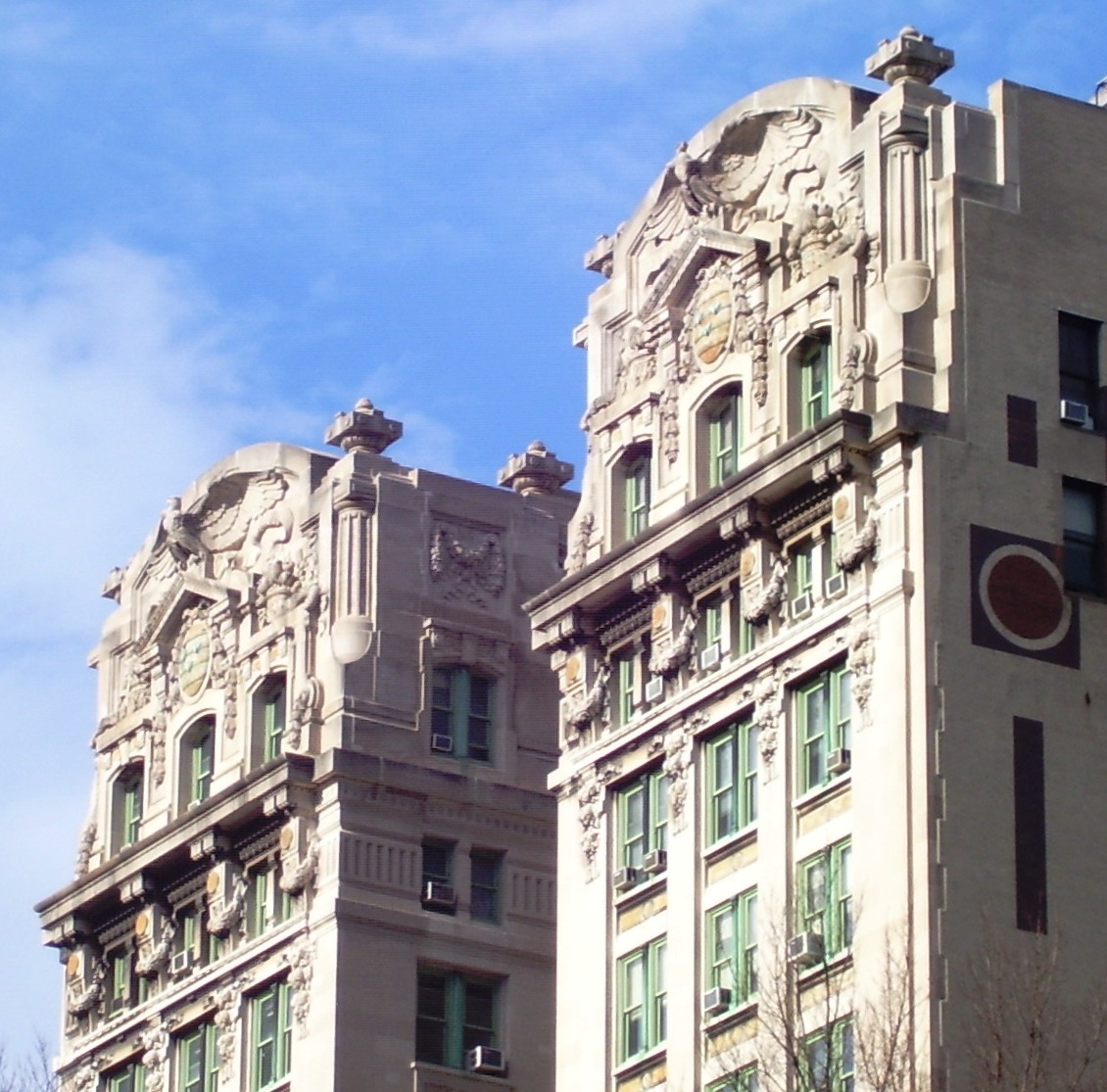
Sommet

## Liens Internet
- Site officiel des 49 Chambers
- Le bâtiment est inscrit au registre national des lieux historiques
- New York freiné À l'intérieur de la Beaux-Arts Emigrant Savings Bank au milieu de sa conversion en condo, description et vues intérieures de 49 Chambers.
- Présentation à la réunion publique de la NYC Landmark Preservation Commission – Hall des Lumières, 21 juillet 2020 (PDF 39,6 Mo).
- Hall des Lumières New York

## Source de traduction
- (de) Cet article est partiellement ou en totalité issu de l’article de Wikipédia en allemand intitulé « Emigrant Bank Building » (voir la liste des auteurs).